# ロバート・ジョスリン (第8代ローデン伯爵)
第8代ローデン伯爵ロバート・ソーム・ジョスリン（Robert Soame Jocelyn, 8th Earl of Roden、1883年9月8日 – 1956年10月30日）は、アイルランド貴族。1919年12月22日、最後のアイルランド貴族代表議員補欠選挙で当選して、1956年に死去するまで議員を務めた。

## 生涯
第7代ローデン伯爵ロバート・ジョスリンと妻エイダ・マリア（1860年9月7日 – 1931年2月18日、ソーム・ガンビア・ジェニンスの娘）の息子として、1883年9月8日に生まれた。
少尉としてヨーマンリー連隊に属するノース・アイリッシュ・ホースに仮入隊したのち、1910年4月23日に正式に入隊した。同年11月23日にいったん辞任したものの、1911年12月に改めて入隊した（先任順位では1910年5月23日付とされた）。1914年8月1日に中尉、1915年8月30日に大尉に昇進した。第一次世界大戦期にも軍務についていたが、1917年12月13日に健康の悪化により引退した。
1915年12月18日に父が死去すると、ローデン伯爵位を継承した。1919年12月22日にアイルランド貴族代表議員に選出され、1956年に死去するまで務めた。
1924年12月、ダウン県の副統監に任命された。
1956年10月30日に死去、長男ロバート・ウィリアムが爵位を継承した。

## 家族
1905年7月19日、イリナ・ジェシー・パー（Elinor Jessie Parr、1962年2月11日没、ジョセフ・チャールトン・パーの娘）と結婚、2男2女をもうけた。
- エリザベス（1907年1月28日 – 1982年[12]） - 1927年8月3日、ジェラルド・フランシス・アンズリー（Gerald Francis Annesley）と結婚したが、1940年に離婚した[11]。1940年8月31日、チャールズ・ダドリー・アンソニー・ロス閣下（Hon. Charles Dudley Anthony Ross、1907年10月5日 – 1976年、第25代ド・ルース女男爵ウナ・ロス（英語版）の息子）と再婚したが、1949年に離婚した[13]。1954年4月15日、ウォーデン・シドニー・リアマス・ギルクリスト（Warden Sydney Learmouth Gilchrist、1958年9月15日没、S・J・リアマス・ギルクリストの息子）と再婚した[11]。1967年7月11日、エドワード・マクスウェル・タイラー（Edward Maxwell Tyler、エドワード・アーネスト・タイラーの息子）と再婚した[11]
- ロバート・ウィリアム（1909年12月4日 – 1993年10月18日） - 第9代ローデン伯爵[10]
- メイベル・キャスリーン（1915年3月25日 – 1985年6月27日） - 1937年7月21日、第10代準男爵サー・リチャード・ブルックと結婚、子供をもうけたが、1959年に離婚した[14]。1960年6月17日、サー・ニコラス・チータム（英語版）と再婚[14]
- ジョン・チャールトン（1924年2月29日 – 1941年11月25日） - 生涯未婚、第二次世界大戦で戦死[11]